# 3084 Kondratyuk
3084 Kondratyuk este un asteroid din centura principală, descoperit pe 19 august 1977 de Nikolai Cernîh.